# Palais de Yıldız
Le palais de Yıldız (Yıldız Sarayı, en turc, littéralement le palais (saray) de l'étoile (yıldız)) est un ensemble de constructions d'époque ottomane, notamment des pavillons et autres villas, situé à Istanbul en Turquie. Construits au XIXe siècle et au début du XXe siècle, ces bâtiments servent de résidence au sultan et à sa cour à la fin du XIXe siècle.

## Les origines
Le palais de Yıldız est construit en 1880 pour le sultan ottoman Abdülhamid II. Il est édifié sur un terrain boisé qui appartient au domaine privé du sultan depuis le règne d'Ahmet Ier (1603-1617). À la suite d'Ahmet Ier, plusieurs sultans apprécient cet endroit pour s'y reposer. Les sultans Abdülmecid Ier et Abdülaziz y font construire leur manoir.
À la fin du XIXe siècle, le sultan Abdülhamid II quitte le palais de Dolmabahçe situé au bord du Bosphore car il craint une attaque maritime. Il fait alors agrandir le palais de Yıldız et commande au célèbre architecte italien Raimondo D'Aronco la construction de nouveaux édifices pour l'ensemble palatial. Le palais devient alors le quatrième siège du gouvernement ottoman après le Vieux palais (Eski Sarayı), le palais de Topkapı et le palais de Dolmabahçe.
En 1909, après la déposition d'Abdülhamid, le palais devient le siège de l'école d'état-major.

## Les bâtiments

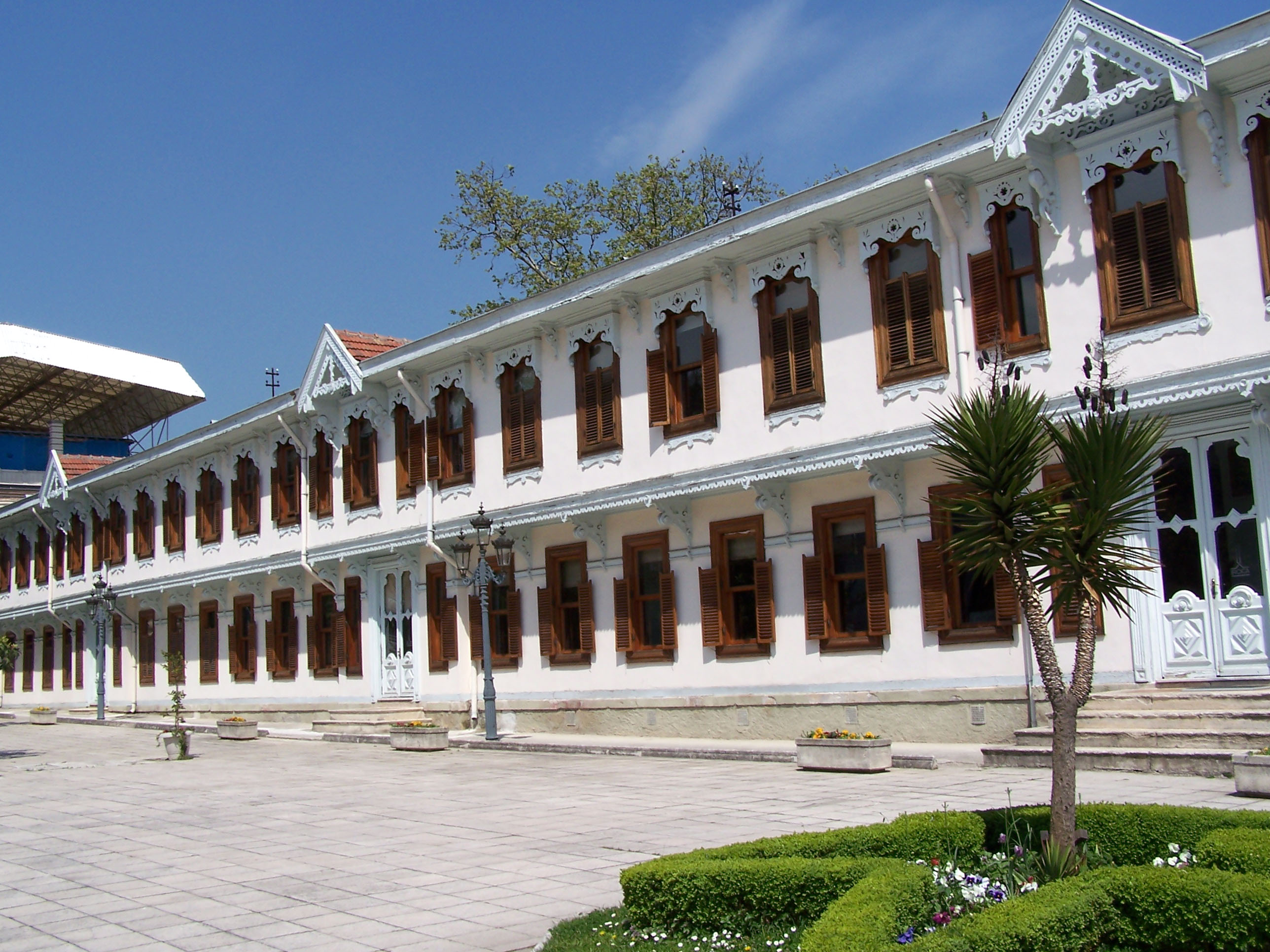

Le palais est composé de plusieurs bâtiments, dont les appartements d'État (Büyük Mabeyn), le pavillon Şale, le pavillon de Malte, le pavillon Çadır, le théâtre de Yıldız et l'opéra, le musée du palais de Yıldız et la manufacture impériale de porcelaine. Les jardins du palais sont ouverts au public. Le palais de Yıldız est relié au palais Çırağan situé sur le Bosphore par un pont traversant le jardin.

### Appartements d'État
Ces appartements accueillent les salles de travail du gouvernement d'Abdülhamid II.

### Pavillon Şale

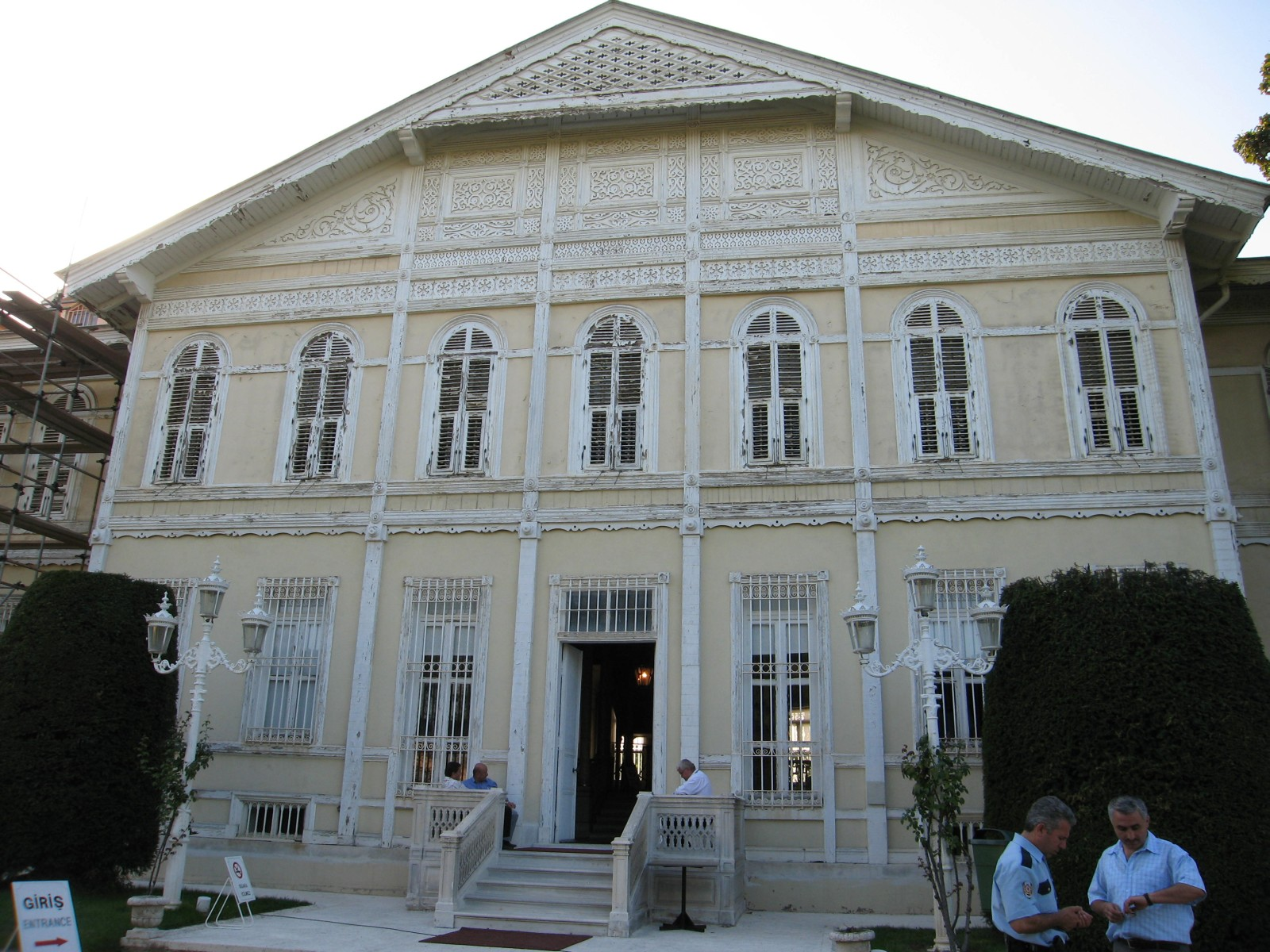
Le pavillon Şale.

Le pavillon Şale sert de résidence au sultan. Construit en pierre et en bois, l'édifice comporte une cave et deux niveaux. La construction s'étale sur trois phases :
- À partir de 1870 : un premier bâtiment est construit sur le modèle d'un chalet suisse, d'où provient son nom turc Şale, qui se prononce comme le mot « chalet ». Entre autres, Winston Churchill et Charles de Gaulle ont notamment visité ce pavillon.
- En 1889 : une seconde phase commence avec l'adjonction du « Salon de Nacre » (Sedefli Salon) coïncidant avec la réception du premier monarque étranger à Istanbul, l'empereur allemand Guillaume II. Ce salon doit son nom à la nacre qui recouvre une grande partie de sa surface. Des peintures de paysage décorent le plafond.
- En 1898 : la troisième et dernière phase de construction est également destinée à la visite de Guillaume II. La chambre de réception, construite durant cette période, demeure la pièce la plus étonnante du pavillon Şale. Le sol est recouvert d'un tapis unique de 400 mètres carrés et a nécessité le travail de soixante tisserands. La décoration comprend un plafond à caissons doré et de grands miroirs. Doué d'un certain talent en menuiserie, le sultan Abdülhamid II créa lui-même une partie du mobilier du pavillon.

### Pavillon de Malte
Situé dans le parc du palais sur le côté nord du mur d'enceinte, le pavillon de Malte se compose de deux édifices se faisant face, vestiges des bâtiments situés dans le bosquet composant l'arrière du jardin du palais Çırağan, datant du règne de Abdulaziz. L'origine du nom est incertaine. Cependant, un certain nombre de palais construits pendant la période ottomane sont nommés d'après les conquêtes impériales. Le pavillon de Malte tirerait son nom de la conquête de l'île de Malte, en Méditerranée.
En juin 1881 se tint le procès de l'homme d'État et réformiste pro-européen Midhat Pacha dans une tente à l'arrière du pavillon de Malte.

### Pavillon Çadır

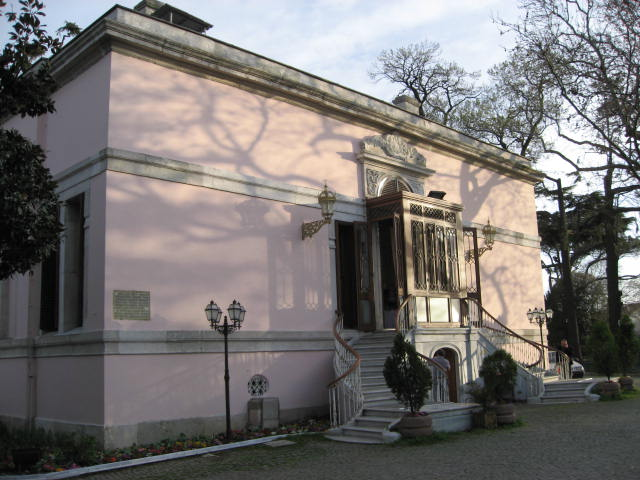
Pavillon Çadır.

Ce pavillon, construit par le sultan Abdülaziz (1861-1876), servait à l'origine de prison. Il abrite aujourd'hui un café et un restaurant.

### Théâtre et opéra
Le théâtre de Yıldız est construit par le sultan Abdülhamid II en 1889. Le plafond du dôme comporte des étoiles, une référence au nom de yıldız, « étoile » en turc. Personne ne pouvant tourner le dos au sultan, l'emplacement de la loge impériale implique que le premier rang de spectateurs n'est jamais utilisé.

### Musée du palais de Yıldız
Ce bâtiment abritait à l'origine l'atelier de menuiserie du sultan Abdülhamid II. Il sert aujourd'hui à présenter des objets d'art du palais.

### Manufacture impériale de porcelaine

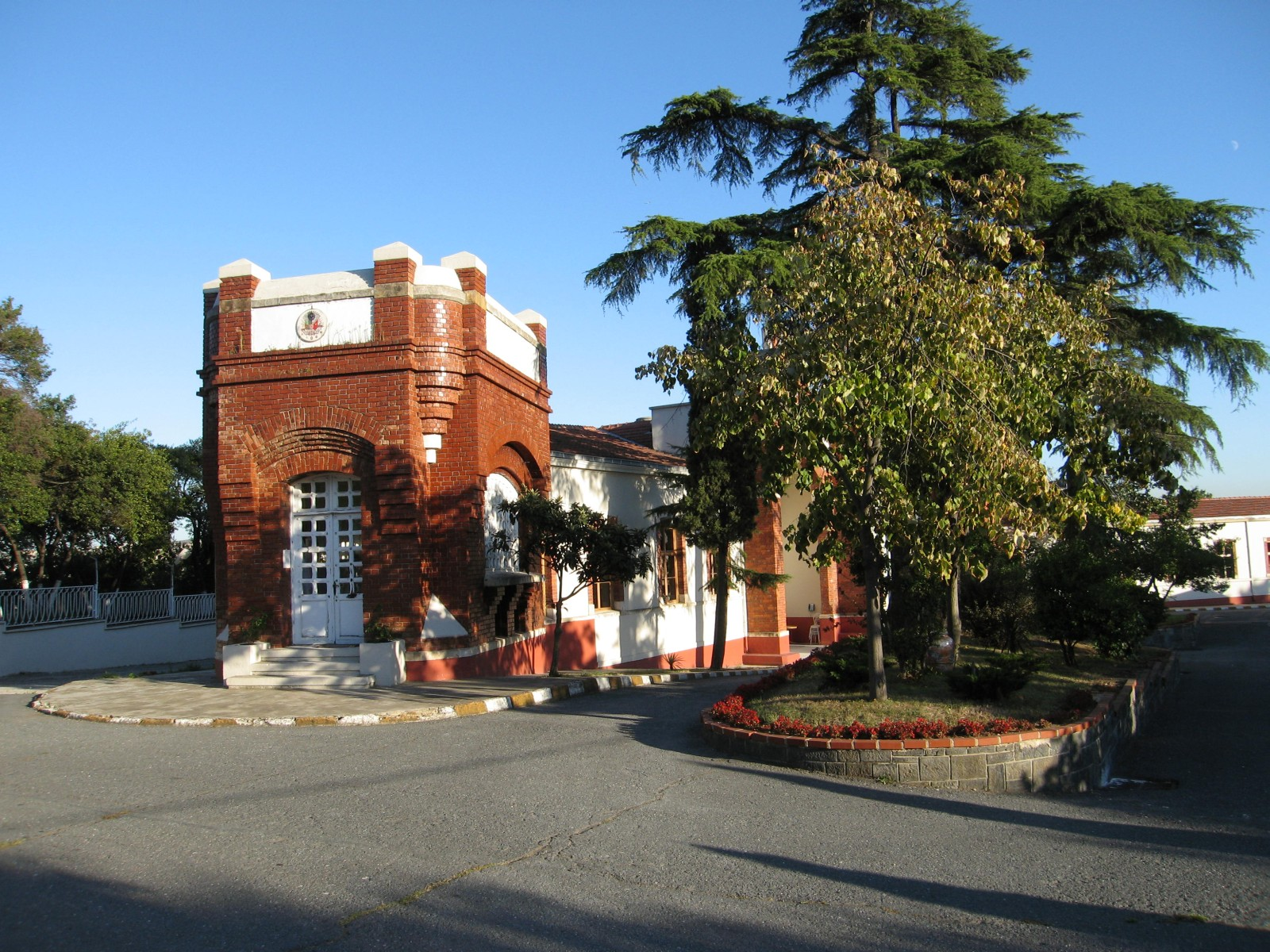
Manufacture impériale de porcelaine

Ouverte en 1895, la manufacture est créée pour satisfaire les classes supérieures qui désiraient des céramiques de style européen. Les coupes, vases et autres assiettes sont fréquemment ornées de dessins représentant des scènes idéalisant le Bosphore. Le bâtiment ressemble à un château médiéval européen.
Jacques François Joseph Swebach, peintre sur porcelaine entre autres pour la très réputée manufacture Dihl et Guérhard, est appelé en Russie en 1814 par la manufacture Impériale de porcelaine ; il y travaille jusqu'en 1820.

## Aujourd'hui
Après la chute de l'Empire ottoman, le palais sert de casino de luxe avant d'être transformé en résidence d'accueil pour les monarques et chefs d'État étrangers. Du 18 au 24 avril 1935 s'y tient le douzième congrès de l'Alliance internationale pour le suffrage des femmes.
De nos jours, le parc accueille des réceptions privées. D'autres manifestations ont lieu, comme la foire aux antiquités d'Istanbul généralement au mois de novembre dans l'armurerie du palais (Silahhane). Le palais abrite aussi les bureaux stanbouliotes de l'Organisation de la conférence islamique (İslam Konferansı Örgütü, en turc).
Le palais se trouve dans le district de Beşiktaş et est ouvert tous les jours de 9 h 30 à 16 h, sauf les lundi et jeudi d'octobre à février et de 9 h 30 à 17 h de mars à septembre.
Le palais a été proposé en 2015 pour une inscription au patrimoine mondial et figure sur la « liste indicative » de l'UNESCO dans la catégorie patrimoine culturel.

### Source
- Eyewitness Travel Guides: Istanbul. 124-125
- www.pointsfromturkey.com/yildiz_palace.html